# دونالد ديفيدسن
هربرت دونالد ديفيدسون (بالإنجليزية: Donald Herbert Davidson) (6 مارس 1917—30 أغسطس 2003) هو الفيلسوف الأميركي الذي شغل منصب أستاذ الفلسفة في جامعة كاليفورنيا، بيركلي 1981-2003 بعد أن مارس وظائف التدريس الموضوعية في جامعة ستانفورد، وجامعة روكفلر، وجامعة برنستون، وجامعة شيكاغو. أعمَاله كان لها تأثير في العديد من مجالات الفلسفة من السيتينات فما فوق ولا سيما في فلسفة العقل، فلسفة اللغة، ونظرية العمل. على الرغم من نشر معظمها على شكل مقالات قصيرة والتي لا تعتمد بشكل صريح على أي نظرية عليا، ويلاحظ مع ذلك عمله لأساليب الطابع الموحد بقوة إلى نفسه، والأفكار هي التي مارسها على عدد كبير من المشاكل لا علاقة لها على ما يبدو ولتوليف عمل عدد كبير من الفلاسفة الآخرين، بما في ذلك أرسطو، كانط، فيتجنشتاين، ب. فرانك رامزي، ببخار الماء كواين، وج. م. إ. أنسكوب. .

## السيرة الذاتية
وُلِدَ ديفيدسون في سبرينغفيلد بولاية ماساتشوستس في 6 مارس 1917 لكلارنس («ديفي») هربرت ديفيدسون وغريس أنتوني كورديليا. كانت العائلة تعيش في الفلبين بعد وقت قصير من الولادة حتى بلغ ديفيدسون الرابعة من عمره، ثم بعد ذلك عاش في أمهيرست وفيلادلفيا واستقرت الأسرة أخيرا في جزيرة ستاتين عندما بلغ العاشرة. من هذا الوقت بدأ لحضور المدارس العامة، وبعد أن تبدأ في الصف الأول مع أطفال أصغر منهم سناً. ثم حضر في جزيرة ستاتين أكاديمية، ابتداء من الصف الرابع.
في جامعة هارفارد انه تحول كبير له من اللغة الإنكليزية والأدب المقارن (ثيودور سبنسر على شكسبير والكتاب المقدس، على ليفين هاري جويس) إلى الكلاسيكية والفلسفة.
وكان ديفيدسون عَازِف بِيَانُو جميل وكان دائما بالغ الاهتمام في الموسيقى، وتدريس الفلسفة في وقت لاحق من الموسيقى في جامعة ستانفورد. في جامعة هارفارد، وكان في نفس الدرجة، حيث أن الموصل ليونارد برنشتاين وملحن، والذي لعبت ديفيدسون البيانو أربع الأيدي. كتب بيرنشتاين وأجرى العلامة الموسيقية لإنتاج ديفيدسون التي شنت من اللعب أرستوفان 'والطيور في اليونانية الأصلية. وكان بعض هذه الموسيقى في وقت لاحق لإعادة استخدامها في الباليه برنشتاين فانسي الحرة.
بعد التخرج ذهب إلى كاليفورنيا، حيث كتب النصوص الإذاعية الخاصة عن دوره في فيلم العين، «بيج تاون» بطولة إدوارد جي روبنسون. وعاد إلى جامعة هارفارد على منحة دراسية في الفلسفة الكلاسيكية، وتدريس الفلسفة وتمر في الوقت نفسه تدريب مكثف من كلية هارفارد للأعمال. قبل وجود فرصة للتخرج من كلية هارفارد للأعمال، ديفيدسون كان يسمى من قبل القوات البحرية، والتي كان قد تطوع. تدرب طياري طائرات العدو على الاعتراف، وشاركت في غزو صقلية، ساليرنو، وأنسيو. بعد ثلاث سنوات ونصف السنة في القوات البحرية، وحاول دون جدوى لكتابة رواية قبل أن يعود إلى الدراسات فلسفته وحصوله على الدكتوراه في الفلسفة عام 1949. كتب أطروحته ديفيدسون، الذي وصفه في وقت لاحق من الغريب، في Philebus أفلاطون.
تحت تأثير كواين WVO، الذي هو في كثير من الأحيان اعتمادات مرشده، بدأ تدريجيا في اتجاه لتحويل أساليب أكثر صرامة ودقة المشاكل المميزة للفلسفة التحليلية.
خلال 1950s ديفيدسون عملت مع Suppes باتريك على وضع نهج التجريبي لنظرية القرار. وخلصوا إلى أنه لا يمكن عزل موضوع المعتقدات والتفضيلات بشكل مستقل عن بعضها البعض، وهذا يعني انه سيكون هناك دائما طرقا متعددة لتحليل الإجراءات الشخص من حيث ما أرادوا، أو يحاولون القيام به، أو قيمتها. وهذه النتيجة مشابهة لأطروحة كواين على عدم التحديد الترجمة، وشخصيات كبيرة في الكثير من أعمال ديفيدسون في وقت لاحق على فلسفة العقل.
وقد نشرت معظم أعماله لاحظ (انظر أدناه) في سلسلة من المقالات من 1960s فصاعدا، والانتقال على التوالي من خلال فلسفة العمل في فلسفة العقل وفلسفة اللغة، وأحيانا تجريب في علم الجمال وعلم النفس الفلسفي، وتاريخ الفلسفة.
وسافر على نطاق واسع ديفيدسون، وكانت مجموعة كبيرة من المصالح التي تتبعها مع طاقة هائلة. وبصرف النظر عن العزف على البيانو، وقال انه رخصة الطيار، الذي بني لاسلكي، وكان مولعا تسلق الجبال وركوب الأمواج. تزوج ثلاث مرات (في المرة الأخيرة إلى الفيلسوف مارسيا كافيل). توماس ناجل اشاد إيجازا بانه «المثيرة للغاية».
حيث خدم كرئيس للشرق على حد سواء، والشعب الغربي للجمعية الفلسفية الأميركية، وشغل مناصب مهنية مختلفة في كوينز كوليدج (وهي الآن جزء من جامعة مدينة نيويورك)، جامعة ستانفورد، برنستون، وجامعة روكفلر، وهارفارد، جامعة أكسفورد، وجامعة شيكاغو. من عام 1981 حتى وفاته كان في جامعة كاليفورنيا، بيركلي، حيث كان ويليس وماريون س Slusser أستاذ الفلسفة. وفي عام 1995 مُنح جائزة جان Nicod.

## العمل
بدأ العمل ديفيدسون أكثر ولاحظ في عام 1963 مع مقال «إجراءات، الأسباب، وأسباب»، والتي حاولت دحض وجهة النظر السائدة الأرثوذكس، ينسب على نطاق واسع فيتجنشتاين ولكن هذا بالفعل في الحرب «تولستوي والسلام»، أن وكيلا لأسباب تعمل لا يمكن أن تكون أسباب عمله (مالباس، 2005، § 2). بدلا من ذلك، قال ديفيدسون أن «ترشيد (وتوفير أسباب لشرح الإجراءات وكيلا ل) هو نوع من التفسير السببي العادي» (1963، ص 685). وعلى وجه الخصوص، كان عمل ما من قبل وأوضح ديفيدسون ما يسمى السبب الرئيسي، الذي ينطوي على المؤيدة للموقف (تقريبا، الرغبة) تجاه بعض هدف الجميع، والاعتقاد بأن أداء دور فعال وعمل هو وسيلة لتحقيق G. وعلى سبيل المثال، شخص ما السبب الرئيسي لاتخاذ مظلة لها مع الخارج في يوم ممطر قد يكون أنها تريد أن تبقى جافة وترى أن أخذ مظلة وسيلة للبقاء الجافة اليوم.
وقد عقد هذا الرأي، الذي يتوافق إلى حد كبير على إحساس مشترك، علم النفس الشعبي، في جزء منه على أرض الواقع أنه في حين أن القوانين السببية يجب أن تكون صارمة وحتمية، من حيث تعليل أسباب لا حاجة. قال ديفيدسون ان حقيقة أن التعبير عن سبب ذلك لم يكن دقيقا، لا يعني أن وجود لسبب لا يمكن أن تكون دولة نفسها قادرة على التأثير على سلوك سببيا. مقالات أخرى عديدة متابعة النتائج المترتبة على هذا الرأي، ووضع نظرية ديفيدسون من الإجراءات.
[عدل] أحداث العقلية
في «أحداث العقلية» (1970) ديفيدسون متقدمة نوعا من نظرية حول هوية رمزية العقل: أحداث العقلية رمزية مماثلة لأحداث مادية رمزية. وكان من الصعوبة السابقة مع عرض من النوع الذي لا يبدو ممكنا لتوفير القوانين المتعلقة العقلية الدول، على سبيل المثال، ولكنهم يعتقدون أن السماء زرقاء، أو الرغبة في همبرغر إلى الدول المادية، مثل أنماط النشاط العصبي في الدماغ. قال ديفيدسون ان هذا التخفيض لن يكون من الضروري أطروحة هوية رمزية: فمن الممكن أن كل حدث الفردية العقلية ليست سوى الحدث المطابق المادية، ودون أن يكون هناك قوانين تتعلق أنواع (بدلا من الرموز المميزة) من الأحداث العقلية لأنواع البدنية الأحداث. ولكن، قال ديفيدسون، والحقيقة أننا لا يمكن أن يكون هذا التخفيض لا يستتبع أن العقل هو شيء أكثر من الدماغ. وبالتالي، دعا ديفيدسون موقفه احديه الشاذة: احديه، لأنه يدعي أن شيئا واحدا فقط هو في هذه المسألة في مسائل الأحداث العقلية والبدنية؛ الشاذة (من، لا، وnomos، القانون) لأنواع الأحداث النفسية والجسدية لا يمكن أن أن تكون متصلا بها قوانين صارمة (القوانين دون استثناء).
ديفيدسون القول بأن احديه الشاذة التالي من ثلاث أطروحات معقولة. الأول، فانه يفترض إنكار epiphenomenalism—وهذا هو، والحرمان من الرأي القائل بأن الأحداث النفسية لا تسبب الأحداث الفعلية. الثانية، وقال انه يفترض وجهة نظر nomological السببية، وفقا لحدث واحد الأسباب التي أخرى إذا (وفقط إذا) هناك صارمة، والقانون الذي يحكم exceptionless العلاقة بين الأحداث. الثالثة، وقال انه يفترض مبدأ anomalism من العقلية، التي تنص على عدم وجود قوانين صارمة تنظم أنواع الأحداث العقلية والبدنية. من هذه الأطروحات الثلاث، قال ديفيدسون، فإنه يترتب على ذلك أن العلاقات السببية بين العقلية والبدنية عقد الحدث الوحيد بين الرموز الذهنية، إلا أن العقلية الأحداث كما هي أنواع الشاذة. هذا يضمن في نهاية المطاف physicalism رمزية وجود علاقة بين supervenience العقلية والبدنية لل، مع احترام استقلالية العقلية (مالباس، 2005، § 2).
[عدل] الحقيقة والمعنى
وفي عام 1967 نشرت ديفيدسون «الحقيقة والمعنى،» والذي أكد أن أي لغة يجب أن يكون قابل للتعلم statable في شكل محدود، حتى ولو كانت قادرة على عدد لا حصر له من الناحية النظرية، تعبيرات ونحن قد نفترض أن اللغات البشرية الطبيعية، في الأقل من حيث المبدأ. وإذا لا يمكن القول على نحو محدود ثم فإنه لا يمكن تعلمها من خلال محدود، وطريقة تجريبية مثل الطريقة البشر تعلم لغاتهم. ويترتب على ذلك فإنه يجب أن يكون من الممكن أن يعطي دلالات النظرية عن أي اللغة الطبيعية التي يمكن أن تعطي معاني عدد لا حصر له من الأحكام على أساس نظام محدود من البديهيات. التالية، من بين أمور أخرى، رودولف كارناب (مقدمة في علم الدلالة، في جامعة هارفارد عام 1942، 22) ديفيدسون أكد أيضا أن «إعطاء معنى الجملة» ما يعادل تفيد الظروف حقيقته، وحفز ذلك العمل الحديثة على دلالات الحقيقة المشروطة. وباختصار، اقترح أنه يجب أن يكون من الممكن التمييز بين عدد محدود من ملامح متميزة النحوية للغة، ولكل منهما تفسير أعماله بطريقة مثل لتوليد تافهة (الصحيح الواضح) البيانات من الشروط الحقيقة من جميع و (وكثير ما لا نهاية) الأحكام الاستفادة من هذه الميزة. وهذا يعني، أننا يمكن أن تعطي نظرية محدود من معنى للغة الطبيعية، واختبار صحتها هو أنه من شأنه أن يولد (إذا كان ينطبق على اللغة التي صيغت منه) جميع الأحكام الصادرة على شكل «' ع 'هو الصحيح إذا وفقط إذا ف»(«'ثلج أبيض» صحيحا إذا وفقط إذا كان الثلج أبيض»). (وتسمى هذه الأحكام تي: ديفيدسون مستمد من فكرة Tarski ألفريد).
تم تسليم هذا العمل أصلا في محاضرات له في جامعة أكسفورد جون لوك، وبدأت مسعى كبير من قبل العديد من الفلاسفة على تطوير نظريات Davidsonian دلالي للغة الطبيعية. ديفيدسون نفسه ساهم الكثير من التفاصيل لنظرية من هذا القبيل، في مقالات عن الاقتباس، الخطاب غير المباشر، ووصف العمل.
[عدل] المعرفة والمعتقد
بعد 1970s اختار فلسفة ديفيدسون للعقل حتى التأثيرات من عمل Kripke شاول، هيلاري بوتنام، وDonnellan كيث، وجميعهم قد اقترح عددا من قلق أمثلة مضادة على ما يمكن وصفها عموما بأنها «نظريات» descriptivist من المحتوى. وجهات النظر هذه، والتي تأتي تقريبا في نظرية برتراند راسل لوصف (وربما في أصغر فيتجنشتاين في Tractatus Logico - Philosophicus) رأت أن المرجع من اسم والتي الكائن أو أي شخص يحمل هذا الاسم يشير إلى يتحدد معتقدات الشخص يحمل حوالي هذا الكائن. افترض اعتقد «أرسطو أسس صالة حفلات» و«أرسطو يدرس الإسكندر الأكبر». منهم عن معتقداتي؟ أرسطو، ومن الواضح. لكن لماذا؟ ويقول راسل ان معتقداتي وحول ما يجعل من وجوه عدد منهم أعظم صحيح. إذا علمت شخصين الكسندر، لكن واحدا فقط أسس صالة حفلات، ثم معتقداتي وحول واحد من فعل على حد سواء. Kripke وآخرون. يقال أن هذه ليست نظرية يمكن الدفاع عنه، وأنه في واقع الأمر منهم أو ما معتقدات الشخص وكان على وشك في جزء كبير منه (أو كليا) مسألة كيف حصلت على تلك المعتقدات، وهذه الأسماء، وكيف إذا كان في استخدام جميع من هذه الأسماء يمكن أن تعزى «سببية» من مرجعيات الأصلية إلى اللغة الحالية.
اختار ديفيدسون تصل هذه النظرية، وعمله في 1980s تناولت المشكلات المتعلقة في أول شخص المعتقدات لثاني المعتقدات وثالث شخص. ويبدو أن أول شخص المعتقدات («أنا جائع») يتم الحصول بطرق مختلفة جدا عن معتقدات الشخص الثالث (شخص ما الاعتقاد آخر، لي، انه «الجوع» (كيف يمكن أن يكون لديهم نفس المضمون؟
اقترب ديفيدسون هذه المسألة من خلال ربط ذلك مع واحد آخر: كيف يمكن أن اثنين من الناس لديهم معتقدات عن كائن خارجي واحد؟ وهو يعرض، في الإجابة، صورة لالتثليث: المعتقدات حول نفسه، والمعتقدات حول أشخاص آخرين، والمعتقدات حول العالم إلى حيز الوجود معا.
قد يغري الكثير من الفلاسفة على مر التاريخ كان، يمكن القول، للحد من اثنين من هذه الأنواع من المعتقد والمعرفة إلى واحدة أخرى: ديكارت وهيوم يعتقد أن المعرفة فقط نبدأ مع العلم المصير. وبعض هذه الوضعية المنطقية، (والبعض يقول فيتجنشتاين، أو ويلفريد سيلرز)، رأت أن نبدأ مع المعتقدات فقط عن العالم الخارجي. (ويمكن القول إن عقد فريدريش شيلينج ويفيناس ايمانويل أن نبدأ مع المعتقدات فقط عن أشخاص آخرين). وليس من الممكن، في رأي ديفيدسون، للإنسان أن يكون واحد فقط من هذه الأنواع الثلاثة من محتوى العقلية ؛ أي شخص لديه معتقدات واحد من أنواع المعتقدات يجب أن يكون من نوعين آخرين.
[عدل] التفسير الراديكالي
ويلاحظ كذلك العمل ديفيدسون للوحدته، كما انه حقق نهجا مماثلا لمجموعة واسعة من المشاكل الفلسفية. التفسير الراديكالي وجهة نظر افتراضية ديفيدسون التي تعتبر أساسية للتحقيق في اللغة والعقل، والعمل، والمعرفة. جذري يشمل تفسير تخيل أن يتم وضعك في المجتمع الذي يتكلم لغة لا تفهمها على الإطلاق. كيف يمكنك التوصل إلى فهم اللغة؟ أحد الاقتراحات هو أن تعرف نظرية أن يولد نظرية من النموذج 'ق يعني أن ع' عن كل جملة في اللغة كائن (أي لغة من لغات المجتمع)، حيث ق هو اسم حكما في اللغة كائن، وف هي تلك الجملة، أو ترجمة له، في اللغة التي تستخدم في تعريف لغة أخرى والتي يتم التعبير عن هذه النظرية. ومع ذلك، ديفيدسون ترفض هذا الاقتراح على أساس أن وسائل المشغل عقوبي 'أن' حساسة ليس فقط للتمديد لشروط التي تتبع ذلك، ولكن أيضا إلى النية بهم. وبالتالي، ديفيدسون محل 'يعني' مع الضام التي تراعي فقط على تمديد الأحكام ؛ منذ التمديد لحكم هي قيمتها الحقيقة، هذه هي الحقيقة الضام وظيفية. ديفيدسون ينتخب biconditional—إذا وفقط إذا—كما الضام هناك حاجة إليها في نظرية المعنى. هذا هو الخيار الواضح لأننا بهدف التعادل من معنى وبين ق ص ولكن الآن لدينا مشكلة: 'ق إذا وفقط إذا ع' هو حكم غير نحوية لأن الضام يجب ربط اثنين من المقترحات، ولكن ق هو اسم على الاقتراح، وليس تحرشا نفسها. من أجل تقديم اقتراح سا نحن بحاجة لمدها مع المسند. المسند التي اقتنع بها ليالي إذا وفقط إذا كانت الجملة يسميه ثانية، أو ترجمة له، فإن هذه القضية؟ وبعبارة أخرى، والتي اقتنعت بها المسند «الموز الأصفر» إذا وفقط إذا كان الموز الأصفر؟ الجواب هو الحقيقة الأصلية. وهكذا، ويقود ديفيدسون إلى استنتاج أن نظرية المعنى يجب أن يكون مثل هذا الحكم لكل من اللغة كائن فإنه ينشئ نظرية من النموذج 'ق صحيحا إذا وفقط إذا ع'. ويمكن لنظرية الحقيقة بالنسبة للغة تكون بمثابة نظرية المعنى.
أهمية هذا الاستنتاج هو أنه يتيح ديفيدسون للاستفادة من عمل Tarski ألفريد في إعطاء طبيعة نظرية المعنى. وأظهرت Tarski كيف يمكننا ان نقدم نظرية تركيبية من الحقيقة من أجل لغات مصطنعة. وهكذا، ديفيدسون يأخذ ثلاثة أسئلة لتكون محور التفسير المتطرف. أولا، يمكن للنظرية الحقيقة أن تعطى للغة الطبيعية؟ ثانيا، في ضوء الأدلة المتاحة بشكل معقول لمترجم المتطرفة، فإنها يمكن أن تحقق من بناء ونظرية الحقيقة للغة التي ترغب في تفسير؟ وثالثا، وجود نظرية الحقيقة يكفي للسماح للمترجم جذري في فهم اللغة؟ وقد أظهرت ديفيدسون، وذلك باستخدام أعمال Tarski، التي يمكن أن تكون الإجابة على السؤال الأول بالإيجاب.
ما هو معقول الأدلة المتاحة للمترجم الراديكالية؟ ديفيدسون يشير إلى أن المعتقدات والمعاني لا ينفصلان. شخص يحمل الجملة الحقيقية على أساس ما يؤمن به وما توليه الحكم يعني. إذا كان المترجم يعرف ما يعتقد الشخص إذا كان ذلك الشخص عقد الجملة يمكن ان يكون صحيحا، فإن معنى الجملة يمكن الاستدلال. بالعكس، إذا كان المترجم يعرف شخص ما أخذت الجملة على أنها تعني أن الشخص عندما عقدت ليكون صحيحا، يمكن الاستدلال على اعتقاد المتكلم. لذلك لا يسمح ديفيدسون المترجم في الحصول على المعتقدات كدليل، منذ مترجم عندئذ التسول هذه المسألة. بدلا من ذلك، أن يسمح ديفيدسون المترجم يمكن التأكد بشكل معقول عندما متحدث يحمل الجملة الحقيقية، من دون معرفة أي شيء عن اعتقاد معين أو معنى. وهذا سوف يسمح بعد ذلك المترجم لبناء الفرضيات المتعلقة المتكلم والكلام على دولة معينة من الشؤون في وقت معين. على سبيل المثال يعطي ديفيدسون هو من اللغة الألمانية الذي ينطق «دإط regnet» عند نزول المطر.
وفاق المطالبات ديفيدسون أنه على الرغم من حالات معزولة في أحد المتحدثين قد تكون خاطئة عن حالة الواقع الموضوعي (على سبيل المثال، فإن اللغة الألمانية قد لفظ "regnet" على الرغم من أنها لا تمطر)، وهذا لا يؤدي إلى تقويض المشروع بأكمله. وذلك لأن المعتقدات المتكلم يجب أن تكون صحيحة في معظمها ومتماسكة. إذا كانوا لا، فإننا لن تعرف حتى اللغة بوصفها اللغة. هذا هو المبدأ الشهير ديفيدسون المحبة وهذا ما يتيح للمترجم أن يكون على ثقة من أن يجمع ادلة على انه لن يسمح له للتحقق من نظرية الحق للغة.
من أول وهلة، قد يبدو أن نظرية الحقيقة ليست كافية لتفسير اللغة. بعد كل شيء، إذا الحقيقة الظروف كل ما يهم، ثم كيف يمكن أن الأحكام الشاذة مثل 'إيست Schnee«فايس» صحيح إذا وفقط إذا كان الثلج الأبيض والعشب الأخضر' يمكن التحقق منها على النحو كاذبة؟ ديفيدسون يقول ذلك لأن اللغة هي التركيبية، بل هو أيضا شامل: تستند الأحكام على معاني الكلمات، ولكن معنى كلمة يعتمد على مجمل الأحكام التي يبدو. هذا القيد كلي، مع اشتراط أن نظرية الحقيقة هي تشبه القانون، يكفي للحد من عدم التحديد ما يكفي للاتصالات الناجحة تحدث.
وخلاصة القول، إذن، ما هو التفسير المتطرف ويبرز ما هو ضروري وكاف للاتصالات تحدث. هذه الشروط هي: أنه من أجل التعرف على اللغة باعتبارها لغة، يجب أن تكون متماسكة معتقداتهم ومعظمهم من الصحيح ؛ عدم التحديد لمعنى لا يقوض الاتصالات، ولكن يجب أن تكون مقيدة بما فيه الكفاية للتو.

## روابط خارجية
- دونالد ديفيدسن على موقع الموسوعة البريطانية (الإنجليزية)
- دونالد ديفيدسن على موقع مونزينجر (الألمانية)
- دونالد ديفيدسن على موقع إن إن دي بي (الإنجليزية)